# Хориэ, Сёта
Сёта Хориэ (яп. 堀江翔太, родился 21 января 1986 года в Осаке) — японский профессиональный регбист, выступающий за клубы «Панасоник Уайлд Найтс» и «Санвулвз», а также сборную Японии на позиции хукера. Во всех своих нынешних командах занимает должность капитана.

## Клубная карьера
Хориэ начинал свою карьеру за команду университета Тейкио, где получал экономическое образование. Позже он два года занимался в академии новозеландского клуба «Кентербери», а затем присоединился к команде японской Топ Лиги «Санъё Уайлд Найтс» (ныне «Панасоник Уайлд Найтс»), с которой впоследствии четырежды стал победителем лиги и три раза — Всеяпонского чемпионата. В то же время Сёта добился и ряда индивидуальных наград: он стал лучшим игроком в сезонах 2010/11 и 2015/16 и попал в команду сезона 2013/14, 2014/15 и 2015/16.
В 2012 году Сёта присоединился к «Отаго», соревновавшемся за Кубок ITM; из-за сложного финансового положения клуба регбист выступал безвозмездно, исключительно ради получения практики на высоком уровне. Свою единственную попытку в Новой Зеландии Хориэ занёс в матче с «Веллингтоном». Спустя месяц после завершения Кубка ITM регбиста подписал один из клубов Супер Регби «Мельбурн Ребелс», что сделало Сёту первым японцем в австралийских франшизах за всю историю этого турнира. В самом престижном регбийном соревновании Южного полушария Хориэ дебютировал 1 марта 2013 года, выйдя на замену вместо основного хукера «Ребелс» Джеда Робинсона в матче против «Уаратаз».
Летом 2014 года регбист подписал новый контракт с клубом, однако перед началом сезона 2015 года покинул «Мельбурн Ребелс» из-за хронических болей в шее, которые необходимо было устранить путём оперативного вмешательства, и желания восстановиться к чемпионату мира 2015 года. За два сезона в Супер Регби Хориэ сыграл 19 матчей и занёс одну попытку. После создания японской франшизы Супер Регби осенью 2015 года, Хориэ присоединился к новому японскому клубу «Санвулвз» и перед началом сезона 2016 был назначен капитаном команды.

## Сборная Японии
Сёта Хориэ дебютировал за сборную Японии 15 ноября 2009 года в тестовом матче против канадцев, которым приземлил свою первую попытку. В последующие годы регбист регулярно вызывался в состав сборной на тестовые матчи и чемпионат Азии, в котором «храбрые цветы» занимают доминирующее положение с 2004 года, раз за разом завоёвывая главный трофей. Кроме того, в 2011 и 2014 годах регбист становится победителем Кубка тихоокеанских наций.
В 2011 году регбиста включили в состав на чемпионат мира. На турнире он провёл три из четырёх матчей — против сборных Франции, Тонга и Канады; последним Хориэ занёс попытку. Сёта принял участие и в чемпионате мира 2015, где вышел на поле во всех встречах, в том числе и в матче, закончившемся сенсационной победой «храбрых цветов» над сборной ЮАР.

## Стиль игры
Сёта Хориэ — основной хукер в сборной и клубах. В 2016 году Робби Динс, тренер «Панасоник Уайлд Найтс» и пятикратный победитель Супер Регби с «Крусейдерс», отметил его лидерские качества и оценил умение Сёты играть на нескольких позициях. Кроме того, работавшие с ним тренеры неоднократно отмечали его преданность игре и спорту, а также его высокую работоспособность как на поле, так и во время тренировок.

## Достижения
| Командные достижения | Личные достижения                                                                                             |
| --- | --- |
| Чемпионат Азии по регби - Победитель (2): 2010, 2014. Кубок тихоокеанских наций - Победитель (2): 2011, 2014. Топ Лига - Победитель (4): 2010/11, 2013/14, 2014/15, 2015/16; - Финалист: 2011/12. Всеяпонский регбийный чемпионат - Победитель (3): 2009/10, 2013/14, 2014/15; - Финалист (2): 2010/11, 2011/12. | - Лучший игрок Топ Лиги в сезонах 2010/11 и 2015/16; - Команда Топ Лиги в сезонах 2013/14, 2014/15 и 2015/16. |